# Y.G. Srimati
Y.G. Srimati (Mysore, India, 1926 - 2007) fue una artista y música india. Desde muy joven se formó en música clásica india, danza y pintura. Srimati se convirtió en vocalista e intérprete de música carnática de gran éxito y participó en el Movimiento de Independencia de la India de Chennai. Influida por Mahatma Gandhi cantaba canciones devocionales en varios idiomas indios en sus mítines. Dedicó su trabajo artístico a temas nacionalistas, a menudo pintando figuras de la mitología hindú, influida por Nandalal Bose y los frescos de las cuevas de Ajanta. Expuso en 1952 por primera vez.

## Biografía
Srimati nació en 1926 en Mysore en Karnataka y creció en la costa de Chennai en una familia Tamil Brahmin. Su hermano mayor, Y.G. Doraisami, fue su mentor en danza clásica, canto, música instrumental y pintura. Su abuelo era el astrólogo principal de la corte del maharajá de Mysore. Las iniciales familiares de 'YG' eran un título honorífico otorgado por el Maharaja. Su abuelo murió cuando su padre tenía un año y la tierra de su familia fue confiscada. Su padre se casó a la edad de seis años y fue desheredado. Seguidamente se dedicó a la educación de sus hijos. 
Srimati bailó cuando era niña y su primera actuación en solitario ocurrió cuando tenía siete años. Comenzó a pintar cuando era una adolescente. Su hermano era coleccionista de arte y patrocinó a varios artistas. 
En 1963, obtuvo una beca de la Liga de estudiantes de arte de Nueva York, donde conoció al artista, Michael Pellettieri. Más tarde se convirtieron en socios e incluso contribuyó con algunos de los cuadros que ella hizo al Museo Metropolitano de Arte después de su muerte.

## Carrera
La carrera de YG Srimati comenzó cuando recibió capacitación en las cuatro artes tradicionales del sur de la India, voz, música, danza y pintura. Se dedicó a estas artes. Mantuvo su amistad de toda la vida con el vocalista de Carnatic MS Subbulakshmi. Tuvo la oportunidad de realizar una gira por India, Estados Unidos y Reino Unido con el bailarín clásico Ram Gopal.

## Influencias y estilo
El tema de las pinturas de Y.G. Srimati se basa en la devoción y se inspiró en la mitología y la religión; no fechó ni firmó su trabajo. Siguió su carrera musical incluso después de mudarse a Nueva York. Y la muestra también incluye una de sus tamburas que fue el vestigio de su carrera musical.
Estaba muy interesada por la literatura épica religiosa india y las visiones de la cultura rural. Tenía este sentimiento nacionalista que era el tema de la expresión consciente. Influye en su trabajo las ragas, posiciones de baile y cuentos mitológicos. La Colección Met contó con 25 pinturas acuarelas que expresaban instrumentos musicales, fotografías de archivo y grabaciones de actuaciones. La primera exposición retrospectiva de su obra An Artist of Her Time: YG Srimati and the Indian Style abrió en el Metropolitan Museum of Art de Nueva York en 2016. A los 26 años tuvo su primera exposición, inaugurando el Centenary Hall Madras Museum en el año 1952. 

El crítico de arte Holland Cotter dijo sobre ella:
"La interpretación coreográfica de la Sra. Srimati sobre el naturalismo hace que los sujetos cotidianos —una mujer vistiéndose, una familia yendo al mercado— parezcan heroicos y las imágenes de deidades y santos parezcan humanos accesibles. Al final, es una artista devocional, en el sentido religioso o espiritual: su pintura de 1947-48 de la diosa hindú Saraswati se exhibió originalmente en el altar de la casa de su familia". 
Siendo una bailarina clásica, gran parte de su arte se dedicó al tratamiento de la forma física. Algunas de sus pinturas más populares son 'The Bullock Cart' y 'Parashurama'. 
Murió en 2007 en su ciudad natal, Chennai, a la edad de 81 años.

### Otras exposiciones
- 1952: Su primera exposición individual en el Museo de Madrás.[13]
- 1955: All India Fine Arts and Crafts Society, Nueva Delhi (exposición individual).
- 1959: Invitada por Beryl de Zoete visita Inglaterra donde da conciertos, presentaciones para la BBC, enseñanza y exposiciones.
- 1960: El editor de Nueva York, George Macy Companies, le encarga la ilustración del Bhagavad Gita, y al finalizarlo fue invitada a Nueva York.
- 1964-1969: Asiste a la Art Students League de Nueva York después de recibir una beca de la Junta de Control para estudiar grabado.
- 1961: Le encargan 15 pinturas para la edición de lujo del Bhagvad Gita.[14]
- 1960 a 1980: Vive en Estados Unidos contando historias sobre la religión y la cultura en la India a través de acuarelas, así como música clásica y la danza.[15]
- 1967: el Smithsonian Institution le encarga la creación de un grabado para la Conferencia de Paz de Ginebra. Participó en las protestas de la guerra de Vietnam .